# Мејл-арт
Мејл-арт односно поштанска уметност је уметност комуницирања на даљину и представља употребу поштанских средстава и институције поште у уметничке сврхе. Јавља се шездесетих година 20. века, (Њујоршка дописна школа на челу са Рејом Џонсоном), као резултат тежње за директном, непосредном комуникацијом између самих уметника, публике, критичара, издавача и галерија.
У својој бити мејл-арт је интермедијална уметност јер користи изражајне форме различитих уметности, а пре свега литературе и ликовне уметности. Најчешће, пошиљке мејл-арта су посебно обликоване дописнице и писма, уметничке марке, отисци печата са разним порукама, телеграми.
Ови уметници настоје да стварају путем слања информација поштом- телеграма и других информација из властитог живота и дела визуелних поезија и сл. стварајући мреже изван институција као што су галерије и музеји уз употребу специфичности пошиљака, омота, поштанских марака и поштанских жигова и сличног — шаљући ове информације на понекад измишљене адресе примаоца и користећи се правилима пошта да ове информације враћа пошиљаоцу. Такође се организују и изложбе са радовима ове врсте. Овакав вид уметности може да фигурира и у интернетској комуникацији као имејл (имејл-арт), веб странице и блогови.
Овакве изложбе мејл-арта се лако прегледају у два нивоа, као спонтану реакцију уметника према устаљеним начинима схватања уметности и њиховог места — такорећи као властити подсмех пред публиком из неуспелих покушаја да се излаже, али и циклусом примедаба и исписивања из дневника и као уметниково виђење света у светлу хумора дакле у равни када уметник пред објектом пробуди само летимичан хумористички утисак. Друга раван је много логичнија аутор са случајно изабраним елементима изложбу истражује и проширује круг сазнања у различитим правцима и у вези с тим познатим реакцијама и повратном информацијом.

Корени мејл-арта могу се наћи у дадаизму и неким радовима Марсела Дишана.
Мејл-арт достиже свој врхунац крајем седамдесетих и почетком осамдесетих година када је одржан велики број изложби у свету, од којих је, свакако, најзначајнија она у оквиру XVI Бијенала у Сао Паолу, 1981. године.
Најпознатији мејлартисти у свету су, поред Реја Џонсона, још и Он Кавара, Микеле Перфети, Гиљермо Дајзлер, Г. А. Кавелини, Е. Ф. Хигинс. У Србији, мејл-арт се нарочито развија у оквиру неоавангардног стваралачког покрета сигнализма (Мирољуб Тодоровић, Добрица Камперелић, Андреј Тишма, Јарослав Супек, Ненад Богдановић).